# Enric Yzaguirre Basterretxe
Enric de Yzaguirre Basterretxe (Ciboure, 1849 - Reus, 1922) fou un industrial basc i reusenc i català d'adopció.

## Biografia
Era d'una família liberal en una zona carlista, Zumarraga. Els seus pares van haver de fugir cap al País Basc de França durant la Primera Guerra Carlina. Va estudiar a Baiona i Saint-Jean-de-Luz; després va anar a estudiar a Anglaterra i ja adult va arribar a Barcelona on vivien dos germans seus que el van aconsellar establir-se a Reus, aleshores segona ciutat de Catalunya i d'un extraordinari dinamisme econòmic. Va iniciar el negoci de l'oli i el vi amb dos socis però el 1884 es va quedar sol i es va dedicar només al vi. Llavors es va casar amb una noia de Reus de la família dels Ferrer Pratdesaba. El seu vermut, amb el nom d'Yzaguirre, i els vins aviat es feren famosos a Reus, Catalunya i Europa, on va obtenir diversos premis. Va ser president del Sindicat d'Exportadors de Vins i vicepresident de la Cambra de Comerç de Reus. Participà activament en la vida política reusenca, donant suport al Foment Nacionalista Republicà. Va fundar un dels velòdroms de la ciutat de Reus. Entre altres activitats va ser administrador del Banc d'Espanya a Reus. Va presidir el patronat Obrer de Sant Josep. Parlava basc, català, castellà, francès i anglès, totes perfectament.